# المطبخ الإيطالي الأمريكي

البيتزا الإيطالية الأمريكية مع البيبروني والفطر والزيتون والفلفل

المطبخ الإيطالي الأمريكي هو نمط من المأكولات الإيطالية التي يتم تكييفها في جميع أنحاء الولايات المتحدة. يتشكل الطعام الإيطالي الأمريكي عبر التاريخ من خلال موجات مختلفة من المهاجرين وأحفادهم، يطلق عليهم الأمريكيون الإيطاليون. عندما استقر المهاجرون من مختلف مناطق إيطاليا في مختلف مناطق الولايات المتحدة، أحضر العديد منهم تقاليد الطهي الإيطالية المتميزة. تطورت العديد من هذه الأطعمة والوصفات إلى أطعمة مفضلة جديدة لسكان المدينة ولاحقًا للأميركيين على مستوى البلاد.

## التأثيرات التقليدية

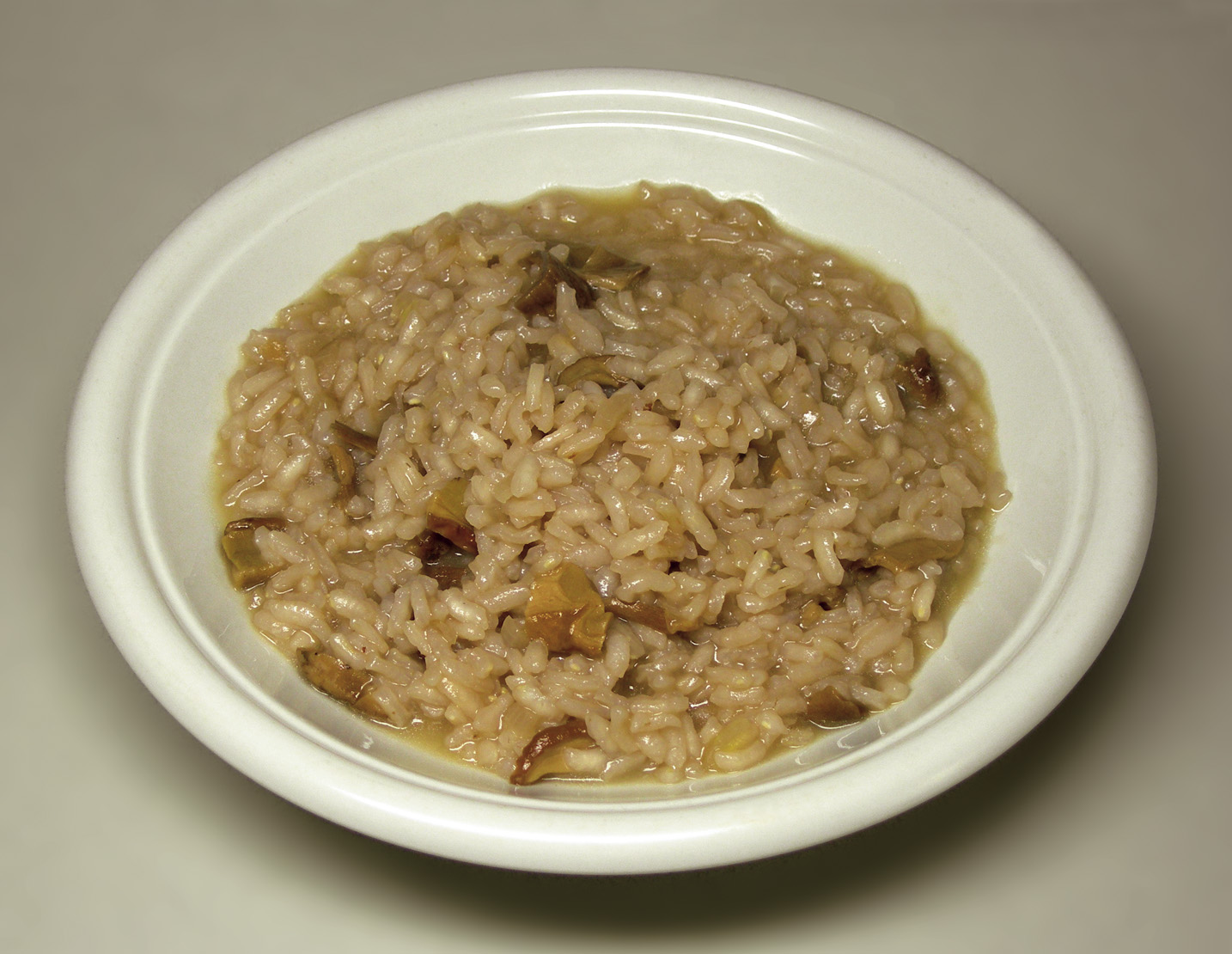
ريزوتو

يعتمد الطعام الإيطالي الأمريكي في المقام الأول على تقاليد الطهي للمهاجرين القادمين من جنوب إيطاليا، على الرغم من أن عددًا كبيرًا من المهاجرين من شمال إيطاليا جاءوا أيضًا إلى الولايات المتحدة وأثروا أيضًا على هذا النمط من المطبخ إلى حد ما. وصل معظم هؤلاء المهاجرين إلى الولايات المتحدة خلال أواخر القرن التاسع عشر وأوائل القرن العشرين، وخلال هذا الوقت، انتقل العديد من الإيطاليين القادمين من نابولي وصقلية إلى المدن الأمريكية الكبيرة، مثل مدينة نيويورك وفيلادلفيا وشيكاغو وسانت لويس، بوسطن ولوس أنجلوس وسان فرانسيسكو؛ وبالتالي فإن المطبخ مستمد إلى حد كبير من المأكولات النابولية والصقلية، ويرتبط بشكل خاص مع هذه المواقع.
غالباً ما يتعرف الأمريكيون الإيطاليون على الأطعمة ذات التراث الإقليمي. تشمل المواد الغذائية الأساسية في جنوب إيطاليا المعكرونة الجافة وصلصة الطماطم وزيت الزيتون، بينما تشمل المواد الغذائية الأساسية في شمال إيطاليا الأطعمة مثل ريزوتو والصلصة البيضاء وعصيدة الذرة.